# Смит, Билли (футболист, 1895)
Уильям Генри Смит (англ. William Henry Smith, 23 мая 1895, Тантоби — 13 апреля 1951, Хаддерсфилд) — английский футболист, выступавший на позиции нападающего. Большую часть своей карьеры провёл в составе «Хаддерсфилд Таун», выступая за клуб с 1914 по 1934 год и забив за это время 126 мячей.

## Биография и карьера
Родился 23 мая 1895 года в деревне Тантоби, которая находится в графстве Дарем. В 1913 году стал игроком клуба «Хаддерсфилд Таун», а с 1914 года начал выступать за основной состав.
Смит был известен своим довольно жёстким поведением на поле: в частности, в 1920 году во время матча против «Сток Сити» в рамках Первого дивизиона он подрался с одним из игроков соперника, в результате чего был удалён с поля и дисквалифицирован на одну игру чемпионата, а также пропустил финал Кубка Англии 1920 года против «Астон Виллы», в котором его команда в итоге уступила со счетом 0:1.
Во втором тайме финального матча Кубка Англии 1922 года против «Престон Норт Энд» Смит был сбит на краю штрафной площади, что привело к назначению пенальти, который он сам успешно реализовал, тем самым принеся «терьерам» победу в турнире.
С 1922 по 1928 год игрок вызывался в расположение национальной сборной Англии, проведя за этот период три матча и не отметившись при этом забитыми мячами.
Смит являлся ключевым членом команды, ставшей трёхкратным победителем Первого дивизиона под руководством Герберта Чепмена и Сесила Поттера в сезонах 1923/24, 1924/25 и 1925/26.
В 1934 году футболист объявил о завершении профессиональной карьеры, став играющим тренером «Рочдейла», где проработал один сезон.

## Последние годы жизни и смерть
В 1940-х годах Смит окончательно ушел из спорта из-за серьёзных проблем со здоровьем. 13 апреля 1951 года 55-летний экс-футболист скончался в своем доме в Хаддерсфилде от рака после ампутации левой ноги. Он и его сын Конвей Смит стали первыми в истории отцом и сыном, забившими по 100 голов каждый. Его внук Роберт сыграл в последнем матче на стадионе «Лидс Роуд», прежде чем его снесли в 1994 году.

## Достижения
Хаддерсфилд Таун
- Чемпион Первого дивизиона (3): 1923/24, 1924/25, 1925/26
- Обладатель Суперкубка Англии: 1922
- Вице-чемпион Первого дивизиона (2): 1926/27, 1927/28
- Финалист Кубка Англии: 1928